# Марьино (Михайловский район)
Ма́рьино (Никольское)— деревня в Михайловском районе Рязанской области России.

## Этимология
- Название селения по фамилии землевладельца Марьина[3].
- Старожилы говорят, что по соседству некогда жили две сестры — Марья и Анна. По их именам и стали называться селения — Марьино и Аннино[4].
- Название селения по имени основательницы починка Марьи[5]..

## География
Марьино расположено в 9 км к северо-востоку от п. Мишино, в 41 км к востоку от г. Михайлова. Расположена при прудах, в междуречье р. Врашевка и руч. Осенка, правых притоков Прони.

## История
Марьино в качестве выселка из д. Аннинской Моржевского стана, упоминается в 1614 г. в Рязанских писцовых книгах 1628/1629 гг.
В 1850 г. в деревне было 2 помещика.
В 1858 году в селе была помещица — Секерина.
До 1924 года деревня входила в состав Мишинской волости (Печерниковской) Михайловского уезда Рязанской губернии.
До 2004 года деревня входила в состав Мишинского сельского округа.

## Население
| 1859 | 1897 | 1906 | 1929  | 2010 |
| ---- | ---- | ---- | ----- | ---- |
| 374  | ↗630 | ↗761 | ↗1122 | ↘20  |